# 奧克布魯克 (伊利諾伊州)
奧克布魯克（英語：Oak Brook）是位於美國伊利諾伊州庫克縣的一個村落。

## 地理
奧克布魯克的座標為41°50′24″N 87°57′11″W / 41.84000°N 87.95306°W，而該地最高點為海拔高度202米（即663英尺）。

## 人口
根據2010年美國人口普查的數據，奧克布魯克的面積為21.47平方千米，當中陸地面積為20.62平方千米，而水域面積為0.85平方千米。當地共有人口7883人，而人口密度為每平方千米367人。